# Strömstad
Strömstad este un oraș în Suedia.

## Demografie
| \| Evoluția demografică a zonei urbane Strömstad, 1970–2015 \| Evoluția demografică a zonei urbane Strömstad, 1970–2015 \| Evoluția demografică a zonei urbane Strömstad, 1970–2015 \| Evoluția demografică a zonei urbane Strömstad, 1970–2015 \| Evoluția demografică a zonei urbane Strömstad, 1970–2015 \| \| --------------------------------------------------------------------------------------- \| -------------------------------------------------------- \| -------------------------------------------------------- \| -------------------------------------------------------- \| -------------------------------------------------------- \| \| An \| \| \| Locuitori \| \| \| 1970 \| 1970 \| \| 4.447 \| 4.447 \| \| 1975 \| 1975 \| \| 4.735 \| 4.735 \| \| 1980 \| 1980 \| \| 4.693 \| 4.693 \| \| 1990 \| 1990 \| \| 5.403 \| 5.403 \| \| 1995 \| 1995 \| \| 5.776 \| 5.776 \| \| 2000 \| 2000 \| \| 5.969 \| 5.969 \| \| 2005 \| 2005 \| \| 6.110 \| 6.110 \| \| 2010 \| 2010 \| \| 6.288 \| 6.288 \| \| 2015 \| 2015 \| \| 7.176 \| 7.176 \| \| Sursa: SCB - Statistika Centralbyrån, Folkmängden per tätort. Vart femte år 1960 - 2016 \| \| \| \| \| |      |  |           |       |
| Evoluția demografică a zonei urbane Strömstad, 1970–2015 |      |  |           |       |
| An |      |  | Locuitori |       |
| 1970 | 1970 |  | 4.447     | 4.447 |
| 1975 | 1975 |  | 4.735     | 4.735 |
| 1980 | 1980 |  | 4.693     | 4.693 |
| 1990 | 1990 |  | 5.403     | 5.403 |
| 1995 | 1995 |  | 5.776     | 5.776 |
| 2000 | 2000 |  | 5.969     | 5.969 |
| 2005 | 2005 |  | 6.110     | 6.110 |
| 2010 | 2010 |  | 6.288     | 6.288 |
| 2015 | 2015 |  | 7.176     | 7.176 |
| Sursa: SCB - Statistika Centralbyrån, Folkmängden per tätort. Vart femte år 1960 - 2016 |      |  |           |       |